# Cölestinerinnen

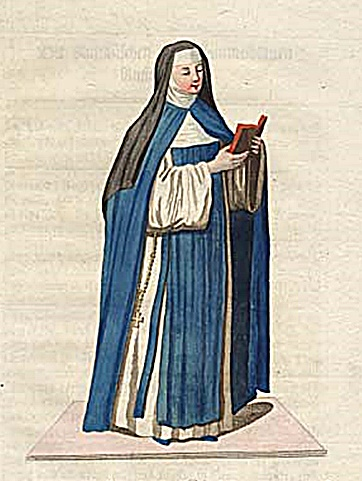
Cölestinerin oder „italienische Annuntiatin“, 1791

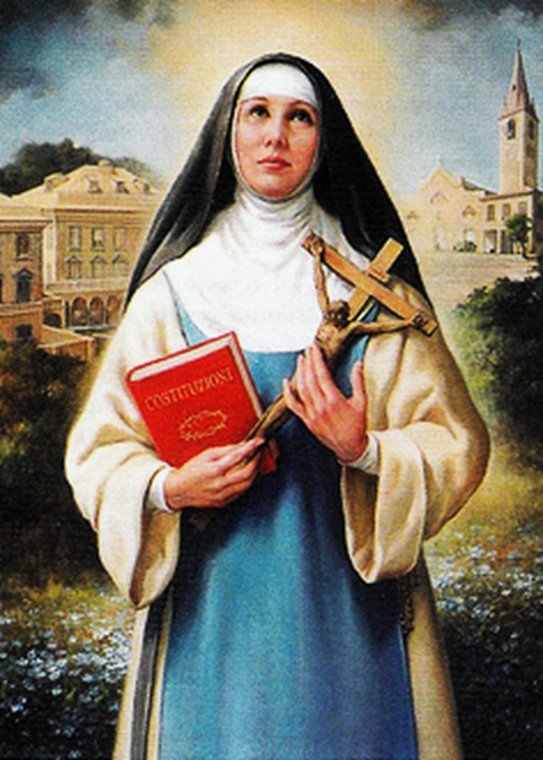
Die selige Maria Vittoria De Fornari Strata

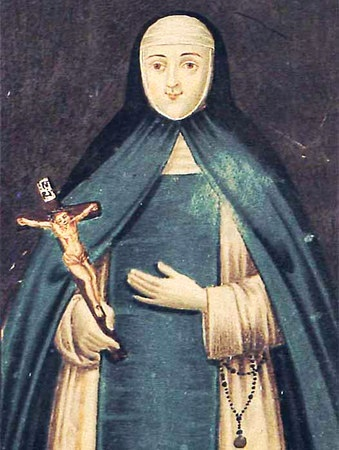
Cölestinerin aus Steyr

Die Cölestinerinnen (lat. Ordo SS. Annuntiationis, „Orden von der allerheiligsten Verkündigung“), teils auch „italienische Annuntiatinnen“ genannt, sind ein kontemplativer Orden in der römisch-katholischen Kirche.

## Bezeichnungen
Nach der hellblauen Farbe ihres Chormantels und Skapuliers, die über einer weißen Tunika getragenen werden, nennt man die Schwestern zuweilen auch „himmelblaue Annuntiatinnen“, italienisch Annunziate celesti („himmlische Annunziatinnen“), daher die deutsche Bezeichnung Cölestinerinnen. In Rom ist die Bezeichnung „Turchine“ („die Veilchenblauen“) üblich. Der Orden ist zu unterscheiden von den französischen Annuntiatinnen, die 1501 von der hl. Jeanne de Valois gegründet worden waren; diese wiederum werden nach der Farbe ihres Skapuliers auch „rote Annunziatinnen“ genannt.

## Ordensgeschichte
Die selige Maria Vittoria De Fornari Strata gründete diesen Orden in Genua. Papst Clemens VIII. bestätigte ihn am 5. August 1604 und ordnete an, dass die Nonnen nach der Augustinusregel leben sollten. Der Orden ist ein Zusammenschluss von selbständigen Klöstern, die von einer Priorin geleitet werden und der Jurisdiktion des jeweiligen Ortsbischofs unterstehen.

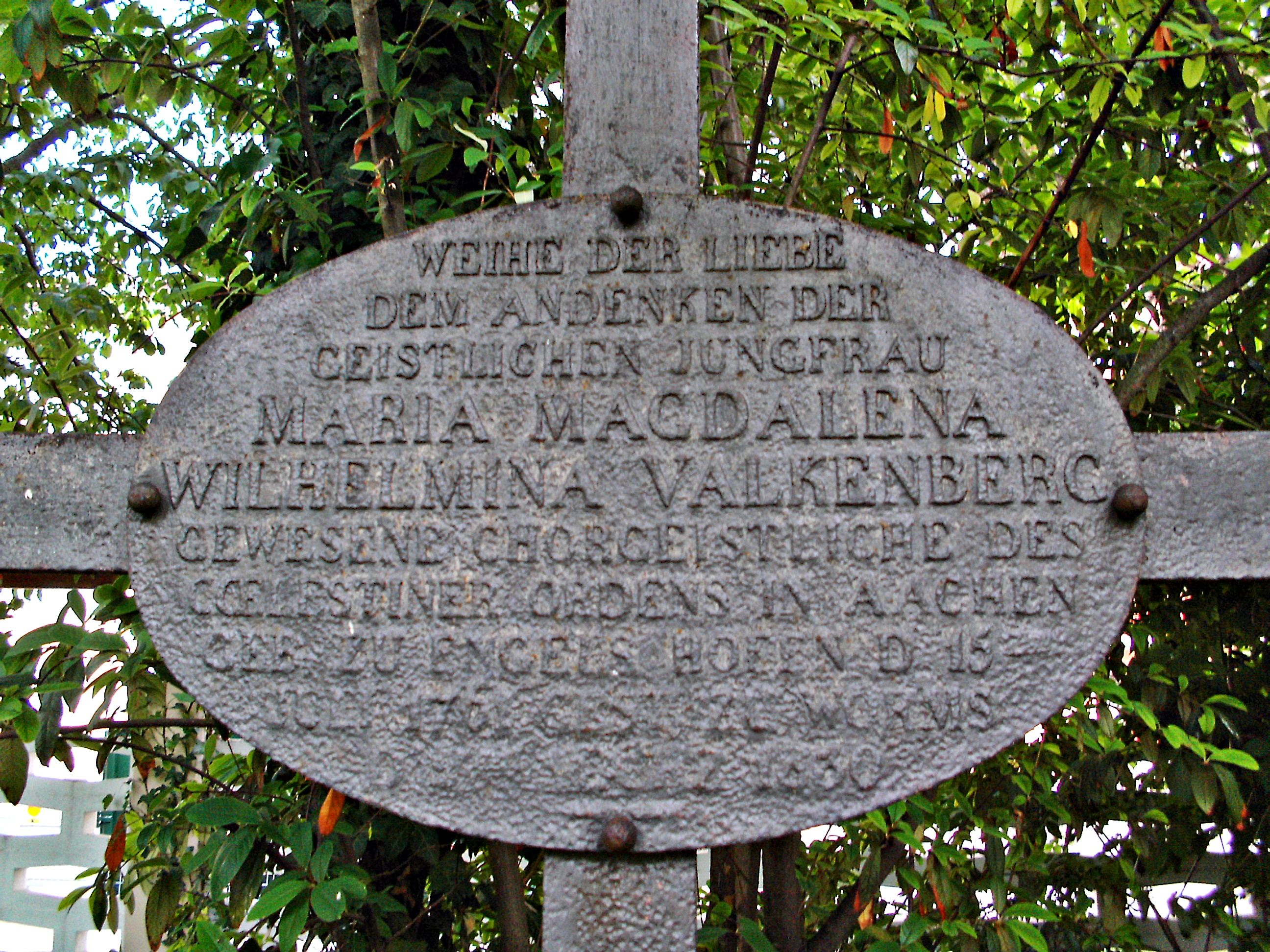
Grabinschrift Maria Magdalena Wilhelmina Valckenbergs

Herzog Wolfgang Wilhelm von Pfalz-Neuburg lud die Cölestinerinnen schon 1639 nach Jülich-Berg ein, wo sie sich in der Landeshauptstadt Düsseldorf niederließen (am Platz des heutigen Palais Spinrath). Von dort aus gründeten die Schwestern 1729 durch Erwerb des aufgegebenen Weißfrauenklosters Aachen einen Filialkonvent, der 1802 säkularisiert wurde. Diesem gehörten unter anderem Maria Sophia Josephina Valckenberg (1758–1844)  und Maria Magdalena Wilhelmina Valckenberg (1761–1830) an, die ältere Schwestern des Wormser Bürgermeisters Peter Joseph Valckenberg waren. Im alten Friedhof Worms ist das Grabkreuz der Letzteren erhalten, das sie als „gewesene Chorgeistliche des Cölestiner Ordens in Aachen“ ausweist.
Die aus Italien stammende Kaiserin Eleonora stiftete 1646 das Cölestinerinnenkloster in Steyr in Oberösterreich, das 1784 durch Kaiser Joseph II. aufgehoben wurde. Das gleiche Schicksal erlitt 1782 auch das von der Annuntiatin Sr. Maria Viktoria von Sarnthein (1666–1737) bei Schloss Rottenbuch in Bozen gegründete Tochterkloster. Graf Franz Anton von Sporck (1662–1738) veranlasste die Errichtung eines Cölestinerinnenkonvents im böhmischen Gradlitz, da seine Tochter Maria Eleonora (1687–1717) dem Orden angehörte. 1736 stiftete Graf Sporck eine weitere Niederlassung in Prag.
Derzeit gibt es noch zwei Klöster des Ordens in Italien; eines in Genua und eines in Rom, das 1676 von Camilla Orsini Borghese (Madre Maria Vittoria, 1603–1685), Fürstin von Sulmona gegründet wurde. Ihr Gatte Marcantonio Borghese (1598–1635) war ein Neffe von Papst Paul V. Das römische Kloster hat seit 1995 einen Filialkonvent in Manila auf den Philippinen.
Die Mathematikerin Maria Gaetana Agnesi (1718–1799) gehörte seit 1771 dem Orden an. Großherzogin Anna Maria Franziska von Toskana ließ sich 1741 auf ihren eigenen Wunsch hin im blauen Chormantel der Cölestinerinnen bestatten.